# Plonéour-Lanvern
Plonéour-Lanvern település Franciaországban, Finistère megyében. Lakosainak száma 6403 fő (2022. január 1.). Plonéour-Lanvern Peumerit, Plogastel-Saint-Germain, Plomeur, Pluguffan, Pont-l’Abbé, Saint-Jean-Trolimon, Tréguennec, Tréméoc és Tréogat községekkel határos.

## Népesség
A település népességének változása:
| Lakosok száma | 4087 | 4508 | 4619 | 5395 | 6014 | 6079 | 6064 | 6223 | 6300 | 6403 |
|               | 1968 | 1982 | 1990 | 2006 | 2013 | 2015 | 2017 | 2019 | 2020 | 2022 |